# Handwas
Een handwas is een handmatige was, dus zonder wasmachine.
Omdat veel mensen een wasmachine hebben wordt dit tegenwoordig vooral toegepast voor kleding van tere weefsels, die de bewegingen van de was in de wastrommel niet kunnen doorstaan. De was wordt in een teiltje of wasbak in lauw water gezet, waaraan een beetje wasmiddel is toegevoegd.
Af en toe wordt de te wassen kleding gemasseerd om het vuil uit het weefsel te krijgen. Na afloop wordt het enkele malen uitgespoeld, zodat alle zeep eruit is. Dan wordt het water er voorzichtig uitgewrongen en te drogen gehangen.
Moderne wasmachines hebben overigens vaak ook een handwasprogramma. Dit is een programma dat dient om  delicaat textiel zoals wol te wassen. Kledingstukken met het handwassymbool op het etiket behoeven dus niet altijd met eigen handen gewassen te worden.